# Josh Cartu
Joshua 'Josh' Cartu (St. Catharines, Ontario, 1979. március 11. –) kanadai származású, Magyarországon élő üzletember, milliomos, autóversenyző, korábbi Ferrari-pilóta és luxusautógyűjtő. Az autóversenyzéshez és luxusautókhoz fűződő viszonyán kívül minden más információ csak saját elmondásából származik, mint ahogy az is, hogy a Sandstorm Holdings tulajdonosa, amely internetes játékokkal és online szerencsejátékkal foglalkozik.

## Értékpapírkereskedés
A három kanadai-izraeli testvér, Jonathan, Joshua és David Cartu olyan call centerek üzemeltetésével is foglalkoztak (Budapesten pl. a CAll4All Kft. 2016-ig) amelyek online szerencsejátékkal és ún. bináris opció kereskedésével hoztak profitot. Ez utóbbi üzletágra sok csaló is specializálódott, amivel hatalmas pénzeket kerestek a mára már többnyire tiltott, de akkoriban még szabályozatlan értékpapírpiacon. Cartuék ellen a kanadai hatóságok csalás miatt vádat emeltek. Josh Cartu tagadta a vádakat és testvéreire hárította azokat. Az ontariói értékpapír-felügyelet (Ontario Securities Commission) 15 évre eltiltotta a kereskedéstől és egy millió dollárra büntette 2022 nyarán, valamint a testvéreivel közös eljárás milliós költségét is meg kell fizetniük, a be nem jegyzett, illegális bináris opciós ügyleteik miatt. Az Amerikai Határidős Árutőzsde Felügyelet (Commodities Futures Trading Commission, CFCT) együttműködve a kanadaiakkal, szintén vizsgálatot folytatott és vádat emelt ellenük az ügyben Texas állam bíróságán, 2020 őszén. Az üzletből több millió dollárt menekített ki Cartu karibi off-shore számlákra. A CFCT vizsgálatai nyomán 2022 júniusában Írországban is csalással vádolták meg a testvéreket az ottani Irish GreyMountain Management Ltd. nevű cég bináris opciós ügyleteivel összefüggésben.

## Gyári pilóta
Cartu egy ideig versenyzett az AF Corse-Racingnél. Többek között Ferrari 458 Challenge típusú versenyautót vezetett.

## Luxusautó-rajongó
Cartu rajong a gyors és drága autókért, exkluzív Ferrari-kollekciója van, ezenkívül más luxusautók is megtalálhatóak gyűjteményében. Cartu 2013 óta rendszeresen indul az évente megrendezett Gumball 3000 országúti autóversenyen, melyre különböző autókkal nevezett: 2013-ban egy Ferrari 458 Spiderrel, egy Ferrari F12 Berlinettával és egy Rolls-Royce Phantommal. 2014-ben szintén részt vett a rallyn, a "Team Wolfpack" csapat színeiben, itt már egy Ferrari 458 Speciale is megtalálható volt a flottájában.
2014. november 13-án délután a budai váralagútban új BAC Mono együléses sportautójával ütközött két másik autóval, feltehetően egy motoros miatt. Az eset nagy sajtóvisszhangot kapott. Cartu a Facebookon üzent követőinek, hogy jól van. Korábban Rolls-Royce Phantomjával is balesetet szenvedett.
2015-ben egy 799 darabos limitált kiadású, 780 lóerős Ferrari F12tdf típust szerzett meg, 2016 októberében pedig egy még ritkább és drágább, átszámítva 600 millió forint értékű, 963 lóerős és 209 példányra limitált Ferrari LaFerrari Aperta tulajdonosa lett.

## Tiszteletbeli konzuli jelölése
Kapcsolatai révén megpróbálta Magyarországon elérni, hogy a Salamon-szigetek tiszteletbeli konzuljának nevezzék ki, először 2018-ban, majd 2019-ben is, ám ezt végül nem tudta elérni. Az országnak Európában csak Londonban és Brüsszelben van képviselete, Magyarországon nincsenek semmilyen gazdasági, kulturális érdekeltségei, ezért felmerült, hogy ezt a pozíciót esetleg azért szeretné megszerezni, mert az ezzel járó diplomáciai mentesség előnyös lehet számára, akár a korábbi értékpapír-keresdésével összefüggő eljárások során.